# Cerodontha vladimiri
Cerodontha vladimiri este o specie de muște din genul Cerodontha, familia Agromyzidae, descrisă de Cerny în anul 2007. Conform Catalogue of Life specia Cerodontha vladimiri nu are subspecii cunoscute.